# سیارک ۸۷۵۶
سیارک ۸۷۵۶ (به انگلیسی: 8756 Mollissima، نامگذاری:6588P-L) هشت هزار و هفتصد و پنجاه و ششمین سیارک کشف شده‌است که در ۲۴ سپتامبر ۱۹۶۰ کشف شد.
قدر مطلق سیارک برابر ۱۳٫۳۰ است.